# Starnberger Renke
Die Starnberger Renke (Coregonus renke) gehört zur Gattung der Lachsfische (Salmonidae) in der Unterfamilie der Coregoninae. Die Art wurde 1783 von dem deutschen Naturforscher Franz de Paula von Schrank  als Salmo Renke beschrieben. Die Taxonomie der Art ist, wie typisch für die Gattung, schwierig. Es gilt aber als sicher, dass die Tiere, die von Schrank aus dem Starnberger See ursprünglich beschrieben hatte, heute ausgestorben sind.

## Merkmale
Nach der Interpretation des Ichthyologen Maurice Kottelat sind der Art zuzuordnende Fische wie folgt charakterisiert: Die Fische können bis zu 29 cm lang werden. Die Spitzen von Brust- und Bauchflossen sind dunkel gefleckt. Die Mundöffnung ist subterminal, d. h. nur wenig auf die Bauchseite verschoben, der Oberkiefer kann bis zum vorderen Augenrand reichen. Die Anzahl der Kiemenreusen liegt zwischen 30 und 40, bei Fischen aus dem Starnberger See selbst 30 bis 33.

## Lebensraum und Lebensweise
Der Lebensraum des Fisches nach Kottelat beschränkt sich in Deutschland auf den Schliersee, Tegernsee, Starnberger See, Ammersee und Kochelsee und in Österreich auf den Traunsee und Hallstätter See. Er erreicht seine Geschlechtsreife im Alter von drei Jahren. Der Fisch laicht auf Kies- oder Steinböden vom Seegrund bis in Strandnähe. Im Hallstätter See laicht er auch in kleinerer Zuflüssen.
„Renken“ (Coregonus spp.) unklarer Artzugehörigkeit leben bis heute im Starnberger See und sind Gegenstand einer ausgedehnten Fischerei. Die Fischbiomasse wurde 2017 auf etwa 40 Kilogramm pro Hektar Seefläche abgeschätzt, das wären etwa 220 Tonnen Renken im gesamten See. Ob am heutigen Bestand noch genetisches Material des Ursprungsbestands beteiligt ist, ist unklar, wird aber als unwahrscheinlich eingeschätzt.

## Fischerei- und Besatzgeschichte
Franz de Paula von Schrank beschrieb die Art Salmo renke im Jahr 1783 nach Tieren aus dem „Starnberger oder Wurm-See“. Schon Carl Theodor von Siebold kennt 1863 zwei verschiedene Renkentypen und dokumentiert damit den Beginn Jahrzehnte andauernder Besatzmaßnahmen. Vogt & Hofer 1909 bemerken, dass „im Laufe der Jahrzehnte große Mengen von verschiedenen Renken ausgesetzt worden sind, so namentlich Blaufelchen, Weißfelchen und Gangfische aus dem Bodensee, ferner die Peipusseemaräne aus dem Peipussee und der Nordseeschnäpel.“ Der Besatz ist über eine Festschrift eines Angelvereins, ab 1884 dokumentiert. Nach weiteren Autoren wurden bis in die 1970er Jahre außerdem noch Maränen aus dem ehemaligen Ostpreußen (Angerburg), aus dem Baltikum, aus dem Laacher See sowie auch Peled- (C. peled) und Sewan-Maränen besetzt, die entweder dem Ladoga-Maränen (C. lutokka) oder Peipus-Maränen (C. maraenoides) oder ein Hybrid aus diesen sein könnten. Genetische Analysen heutiger Renken aus dem Starnberger See zeigen demgemäß den Erwartungen entsprechend keine ausgeprägte Verwandtschaft zu den anderen Renken der Donauregion und wenig genetische Eigenständigkeit.
Entgegen der älteren Annahmen, beruhend auf der Analyse von Kottelat, wird heute daher davon ausgegangen, dass die durch von Schrank beschriebene Maränen- oder Renkenart tatsächlich ausgestorben ist, vermutlich schon im 19. Jahrhundert.
Die taxonomische Zugehörigkeit der Renken in den großen Seen des Salzkammerguts, oft Kottelat folgend der Art Coregonus renke zugeordnet, ist damit derzeit unklar. Hier sind weitere Untersuchungen erforderlich.